# John Wain
John Barrington Wain CBE (* 14. März 1925 in Stoke-on-Trent; † 24. Mai 1994 in Oxford) war ein britischer Romancier, Dichter, Autor und Kritiker, der Mitglied der Movement-Gruppe war. Einen großen Teil seines Lebens arbeitete er als freier Journalist und Publizist für verschiedene Zeitungen sowie die BBC. Dabei verfasste er einige Artikel von politischer Relevanz für unterschiedliche Zeitschriften.

## Leben und Werk
John Wain studierte englische Literatur am St. John’s College der renommierten University of Oxford, wo er 1950 seinen akademischen Abschluss als Master of Arts (M.A.) erwarb. Bis 1954 war er als Dozent an der Universität Reading tätig und anschließend als freischaffender Publizist u. a. für die BBC. Von 1973 bis 1978 lehrte er nach seiner Ernennung zum Professor für Dichtung (Professor of Poetry) an der Universität Oxford.
Vor allem aufgrund seines Erstlingsromans Hurry on Down (1953, Hurry on Down, 1982) wurde Wain als Literat zu den sogenannten Angry Young Men, einer Gruppe sozialkritischer Autoren der 1950er Jahre, gezählt.
Der Protagonist seines ersten Romans ist der pikareske Antiheld Charles Lumley, der paradigmatisch zum Rebell der Epoche und späterer Romane Wains wird, dessen Prosawerk insgesamt 13 Romane und 3 Kurzgeschichtenbände umfasst. Hinzu kommen eine Vielzahl kritischer Schriften und literaturtheoretischer Veröffentlichungen.
Ein Hauptanliegen Wains war es, sich gegen die Einengung individueller Entfaltungsmöglichkeiten durch eine hierarchisch strukturierte Gesellschaft zu wenden. Der Konflikt zwischen Individuum und sozialen Zwängen findet in Wains literarischem Werk in unterschiedlicher Form seinen Ausdruck, so beispielsweise in dem Vater-Sohn-Konflikt in Strike the Father Dead (1962, dt. Jeremy und der Jazz, 1964) oder The Smaller Sky (1967, dt. Der kleinere Himmel, 1968). Hier flüchtet der Wissenschaftler Arthur Geary vor Familie und Arbeitswelt in den Londoner Bahnhof Paddington und wird zum Opfer der Medien als Repräsentanten des nivellierenden, konformistischen Systems.
Darüber hinaus stellt die Originalität der Provinz im Gegensatz zur Gleichschaltung oder Nivellierung durch die Metropole einen weiteren Schwerpunkt in Wains Schaffen dar, so etwa in A Winter in the Hills (1970), in dem die sprachliche und kulturelle Eigenständigkeit von Wales der ökonomischen Dominanz Londons gegenübergestellt wird.
In der Trilogie Where the Rivers Meet (1988), Comedies (1990) und Hungry Generations (1994) schildert Wain die Lebensgeschichte eines Oxforder Universitätsdozenten zwischen den 1930er und 1950er Jahren. Dabei entsteht ein Panorama der Stadt, in dem die Welt der Industrie mit derjenigen der Universität kontrastiert wird.
Einen ähnlichen sozialkritischen Ansatz verfolgte Wain bereits in seiner frühen Dichtung, die dem Movement zugeordnet wird. Seine Gedichtbände Mixed Feelings (1951) und A Word Carved On a Sill (1956) sind dabei noch durch ein strenges Metrum bestimmt, das in Wildtrack (1963) aufgegeben wird.
Auch in seinem Gedicht Feng (1975) versucht Wain mit einer Bearbeitung des Hamlet-Stoffes die Bedrohung des Individuums durch gesellschaftliche Hierarchien zu verdeutlichen.
Wains literaturkritische oder -theoretische Schriften stehen in der Tradition Matthew Arnolds: Literaturkritik bedeutet für ihn zugleich Gesellschaftskritik. Neben einer für interessierte Laien verfassten Studie zu William Shakespeare, The Living World of Shakespeare (1964), publizierte Wain eine Reihe von Anthologien kritischer Essays sowie seine Vorlesungen als Professor of Poetry unter dem Titel Professing Poetry (1977). Daneben verfasste er 1974 eine Biografie des berühmten Gelehrten, Schriftstellers, Dichters und Literaturkritikers Samuel Johnson unter gleichlautendem Titel.
Wains gesamtes Werk und Schaffen ist stark geprägt durch das Selbstverständnis des Homme de lettres des 18. Jahrhunderts. Die ausgeprägte Intertextualität seines Schaffens zeigt seine profunde literarische Kenntnis und tiefe Bindung an die englische Literatur in ihrer Gesamtheit. Dabei  gilt Wain jedoch weniger als Innovator, da er in seinen Veröffentlichungen im Wesentlichen den literarischen Traditionen des 18. und 19. Jahrhunderts verhaftet bleibt.
Für seine Leistungen wurde Wain 1983 mit dem Verdienstorden des Order of the British Empire auf der Stufe des Commander (CBE) ausgezeichnet.

## Werke

### Romane
- Hurry on Down (1953) bzw. Born in Captivity (am. Titel)
- Living in the Present (1953)
- The Contenders (1958)
- A Travelling Woman (1959)
- Strike the Father Dead (1962)
- The Young Visitors (1965)
- The Smaller Sky (1967)
- A Winter in the Hills (1970)
- The Pardoner's Tale (1978)
- Lizzie's Floating Shop (1981)
- Young Shoulders (1982) bzw. The Free Zone Starts Here
- Where the Rivers Meet (1988)
- Comedies (1990)
- Hungry Generations (1994)

### Lyrik
- A Word Carved on a Sill (1956)
- Weep Before God (1961)
- Wildtrack (1965)
- Letters to Five Artists, Gedichte (1969)
- Feng, a poem (1975)
- Poems 1949–79 (1980)
- Poems for the Zodiac (1980)
- The Twofold (1981)
- Open Country (1987)

### Kurzgeschichten
- Manhood (1980)
- The Valentine Generation
- Down our Way
- A Message from the Pig-man

### Bühnenstücke
- Johnson is Leaving (1973) (Monodrama)
- Harry in the Night (1975)
- Frank (1984) (radio play)

### Kurzgeschichtensammlungen
- Sei ein Mann!
- Nuncle and Other Stories (1960)
- Death of the Hind Legs and Other Stories (1966)
- The Life Guard (1971)